# Angel and Big Joe
Pour plus de détails, voir Fiche technique et Distribution.
Angel and Big Joe est un court métrage dramatique américain scénarisé et réalisé par Bert Salzman et sorti en 1975.
Le film a remporté l'Oscar du meilleur court métrage en prises de vues réelles à la 48e cérémonie des Oscars en 1976.

## Fiche technique
- Compositeur : Harry Manfredini

## Distribution
- Paul Sorvino : Big Joe (Joe D'Sousa)
- Dadi Pinero : Angel
- Gloria Irizarry : la mère
- Nicky Irizarry : Nicky